# ANZAC Biscuit

ANZAC Biscuit ohne Kokosnussflocken

ANZAC Biscuit ist ein hart gebackener Keks aus Haferflocken und Kokosnussraspeln, der traditionell in Australien und Neuseeland hergestellt und verzehrt wird.

## Geschichte
Beide Länder reklamieren für sich den ANZAC-Keks zuerst erfunden zu haben. Fest steht aber, dass die Art von Keksen während des Ersten Weltkriegs von Frauen beider Länder gebacken wurden, um mit dem Verkauf Geld für die Kriegsunterstützung zu bekommen. 6,5 Millionen Pfund sollen so seinerzeit durch den Verkauf der Kekse eingenommen worden sein. Das erste in einem Rezeptbuch veröffentlichte Rezept für den ANZAC Biscuit stammte aus der 8. Auflage des St Andrew's Cookery Book, aus dem Jahr 1919 und wurde  in Dunedin in Neuseeland herausgegeben. Erst zwei Jahre später erfolgte eine Veröffentlichung in einem australischen Rezeptbuch.
Die Bezeichnung „ANZAC“ stand als Abkürzung für „Australian and New Zealand Army Corps“, das 1915 aus den Streitkräften beider Länder gebildet wurde, um die Soldaten des britischen Weltreichs im Ersten Weltkrieg zu unterstützen.

## Mythos
In Australien und Neuseeland hält sich der Mythos, dass die ANZAC Biscuit zu den Truppen beider Länder geschickt worden sind, die in der Schlacht um Gallipoli gegen die Türken gekämpft haben und im April 1915 eine empfindliche militärische Niederlage hinnehmen mussten, bei der rund 8500 australische und 2779 neuseeländische Soldaten den Tod fanden. Im Proviant der Soldaten befanden sich aber andere Biscuits, die als steinhart galten und als Zähnebrecher bekannt waren. Die Kekse wurden auch „ship’s ANZAC biscuit“ (Schiffszwieback) genannt.
Nach der Gallipoli-Niederlage wurden die Truppen Neuseelands und Australiens als ANZACs bekannt und der Name bekam eine in beiden Ländern nationale Bedeutungen. In Neuseeland wurde der Name 1916 sogar gesetzlich geschützt. Nach dem Ersten Weltkrieg und der Einrichtung eines Nationalen Gedenktages für den 25. April, der als ANZAC Day bekannt wurde, wurde die Verbindung des Kekses zum Gedenktag in der Bevölkerung hergestellt.

## Rezept
Der ANZAC Biscuit Teig besteht aus je 1 Tasse Haferflocken, Kokosnussraspeln und Zucker, dazu 3/4 Tasse Weizenmehl, 2 Esslöffel Butter, 1 Esslöffel Sirup und 1 Teelöffel Natriumhydrogencarbonat, aufgelöst in 2 Esslöffeln kochendem Wasser als Backtreibmittel. Die geschmolzene Butter wird mit dem Backtreibmittel und Sirup vermischt. Erst danach werden die anderen Zutaten darunter gemischt. Der Teig wird in kleinen Portionen auf einem gefetteten Blech bei moderaten Ofentemperaturen gebacken. In Abwandlung hierzu kann der Teig auch ohne Kokusnussraspeln hergestellt werden.